# Walden, Ontario
Walden var mellan 1973 och 2000 en kommun (town) i Kanada, sedan dess ingående i Greater Sudbury. Den låg i provinsen Ontario, i den sydöstra delen av landet, 400 km väster om huvudstaden Ottawa. Antalet invånare var 10 101 när kommunen upphörde. Den största orten i området är Lively.